# Edmond Jaloux
Edmond Jaloux (19. června 1878, Marseille – 22. srpna 1949, Lutry) byl francouzský romanopisec, esejista a kritik. Jeho díla se odehrávala většinou v Paříži nebo v rodné Provenci. Zajímal se o německý romantismus a anglické spisovatele. V roce 1936 se stal členem Académie française. Zemřel ve Švýcarsku v roce 1949.

## Dílo
- Une âme d'automne (1896)
- L’Agonie de l'amour (1899)
- Le Triomphe de la frivolité (1903)
- Les Sangsues (1904)
- Le Jeune Homme au masque (1905)
- L’École des mariages (1906)
- Le Démon de la vie (1908)
- Le Reste est silence (Prix Femina, 1909)
- L’Éventail de crêpe (1911)
- Fumées dans la campagne (1918)
- L’Incertaine (1918)
- Les Amours perdues (1919)
- Au-dessus de la ville (1920)
- Vous qui faites l'endormie (1920)
- La Fin d'un beau jour (1920)
- L’Escalier d'or (1922)
- Les Barricades mystérieuses (1922)
- Les Profondeurs de la mer (1922)
- L’Esprit des livres, 7 svazků (1922)